# 武汉邮电科学研究院
武汉邮电科学研究院又名烽火科技集团，是位于中国武汉市的一个中央企业。武汉邮电科学研究院是中国光通信的发源地，是中国主要的信息通信领域产品和综合解决方案提供商，直属国务院国有资产监督管理委员会管理，旗下拥有烽火通信、光迅科技、长江通信、理工光科等4家上市公司和多家控股公司。2017年7月12日，武汉邮电科学研究院获国资委2016年度经营业绩考核A级。
烽火科技集团地处武汉光谷，著重於信息通信领域，尤其是光纖通信其名稱構想來自於古代長城使用烽火台的通信。近年從稀土光纤逐步進入伺服器研發，例如提供虚拟专用网功能的多业务传送平台。同時10Gbit/s甚短距离并行光传输模块、WDM超长距离光传输技术兩項成為世界光通信前列技術。2018年4月26日，中共中央总书记习近平在武汉烽火科技集团視察，勉勵研究院成員「科技攻关要摒弃幻想靠自己」。
2018年6月27日經報國務院批准，武漢郵電科學研究院有限公司與電信科學技術研究院有限公司實施聯合重組，重组之后，两家公司将并入新成立的中国信息通信科技集团有限公司，新成立的公司總部將設在武漢，由國務院國有資產監督管理委員會代表國務院履行出資人職責，武漢郵科院與電信科研院均整體無償劃入新公司，成為新公司的子公司。
2020年5月23日，美国商务部以支持中国军需物资采购为由，将烽火科技集团等33家企业和组织列入美国《出口管制条例》实体清单。